# Malcom Bokélé
Malcom Narcisse Bokélé Mputu (ur. 12 lutego 2000 w Lyonie) – kameruński piłkarz grający na pozycji prawego obrońcy. Od 2020 jest zawodnikiem klubu Girondins Bordeaux.

## Kariera klubowa
Swoją karierę piłkarską Bokélé rozpoczynał w juniorach Olympique Lyon (2011-2014) i FC Lyon (2014-2017). W 2017 roku został zawodnikiem FC Bourg-Péronnas i przez dwa lata grał w jego rezerwach. W 2019 roku został piłkarzem rezerw FC Metz, a w 2020 roku - rezerw Girondins Bordeaux. W 2022 roku wypożyczono go do trzecioligowego FC Villefranche Beaujolais, w którym zadebiutował 7 lutego 2022 w przegranym 0:2 wyjazdowym meczu z US Concarneau. W Villefranche spędził pół roku.
Latem 2022 Bokélé wrócił do Girondins Bordeaux i stał się członkiem pierwszego zespołu. W Ligue 2 zadebiutował 30 lipca 2022 w zremisowanym 0:0 domowym meczu z Valenciennes FC.
| Sezon   | Klub                       | Kraj    | Rozgrywki              | Mecze | Bramki |
| ------- | -------------------------- | ------- | ---------------------- | ----- | ------ |
| 2017/18 | FC Bourg-Péronnas B        | Francja | Championnat National 3 | 5     | 0      |
| 2018/19 | FC Bourg-Péronnas B        | Francja | VI liga                | ?     | ?      |
| 2019/20 | FC Metz B                  | Francja | Championnat National 3 | 9     | 0      |
| 2020/21 | Girondins Bordeaux B       | Francja | Championnat National 3 | 0     | 0      |
| 2021/22 | Girondins Bordeaux B       | Francja | Championnat National 3 | 8     | 0      |
| 2021/22 | FC Villefranche Beaujolais | Francja | Championnat National   | 14    | 0      |
| 2022/23 | Girondins Bordeaux         | Francja | Ligue 2                | 29    | 2      |

## Kariera reprezentacyjna
W reprezentacji Kamerunu Bokélé zadebiutował 24 marca 2023 w zremisowanym 1:1 meczu kwalifikacji do Pucharu Narodów Afryki 2023 z Namibią, rozegranym w Jaunde. W 2024 roku powołano go do kadry na Puchar Narodów Afryki 2023. Nie rozegrał w nim żadnego meczu.